# Rodney White (arquero)
Rodney White (conocido como Rod White; Sharon, 1 de marzo de 1977) es un deportista estadounidense que compitió en tiro con arco, en la modalidad de arco recurvo.
Participó en dos Juegos Olímpicos de Verano, obteniendo dos medallas en la prueba por equipo, oro en Atlanta 1996 (junto con Justin Huish y Butch Johnson), y bronce en Sídney 2000 (con Butch Johnson y Victor Wunderle).
Ganó una medalla de bronce en el Campeonato Mundial de Tiro con Arco al Aire Libre de 1995 y una medalla de oro en el Campeonato Mundial de Tiro con Arco en Sala de 1995.

## Palmarés internacional
| Juegos Olímpicos                 | Juegos Olímpicos         | Juegos Olímpicos  | Juegos Olímpicos |
| Año                              | Lugar                    | Medalla           | Prueba           |
| -------------------------------- | ------------------------ | ----------------- | ---------------- |
| 1996                             | Atlanta (Estados Unidos) | Medalla de oro    | Equipo           |
| 2000                             | Sídney (Australia)       | Medalla de bronce | Equipo           |
| Campeonato Mundial al Aire Libre |                          |                   |                  |
| Año                              | Lugar                    | Medalla           | Prueba           |
| 1995                             | Yakarta (Indonesia)      | Medalla de bronce | Equipo           |
| Campeonato Mundial en Sala       |                          |                   |                  |
| Año                              | Lugar                    | Medalla           | Prueba           |
| 1995                             | Birmingham (Reino Unido) | Medalla de oro    | Equipo           |